# Делони, Томас
То́мас Делони́ (англ. Thomas Deloney) — английский писатель, поэт, прозаик и композитор.

## Биография
Родился в Норидже около 1543 года. Работал ткачом. Автор баллад на исторические и бытовые сюжеты, романов из жизни ремесленников. Писал, как правило, злободневные баллады, в частности, о восстании Уота Тайлера (многие из них были утрачены). Его произведения относят к раннему этапу развития английской художественной прозы. Умер в апреле 1600 года.

## Сочинения
- Джек из Ньюбери (1597, опубликован 1619, рус. пер. 1926).
- Благородное ремесло (1598, сюжет лег в основу пьесы Томаса Деккера «Праздник башмачника»).
- Томас из Рединга, или Шесть достойных йоменов с Запада (опубликован 1612, рус. пер. 1926).
- Увлекательная история Джона Уинчкома.

### Издания
- Deloney Thomas. The works. — Oxf., 1912.
- Делони Т. Романы. Джек из Ньюбери[англ.]. Томас из Рединга. — М. - Л., 1928.